# Sprague (Connecticut)
Sprague es un pueblo ubicado en el condado de New London en el estado estadounidense de Connecticut. En el año 2005 tenía una población de 2,992 habitantes y una densidad poblacional de 88 personas por km².

## Geografía
Sprague se encuentra ubicado en las coordenadas 41°37′26″N 72°04′30″O / 41.62389, -72.07500.

## Demografía
Según la Oficina del Censo en 2000 los ingresos medios por hogar en la localidad eran de $43,125 y los ingresos medios por familia eran $57,500. Los hombres tenían unos ingresos medios de $40,808 frente a los $28,616 para las mujeres. La renta per cápita para la localidad era de $20,796. Alrededor del 6.4% de la población estaban por debajo del umbral de pobreza.